# Besthmen
Besthmen (plaatselijk meestal uitgesproken als "Besthem") is een oude buurtschap in de Nederlandse gemeente Ommen in de provincie Overijssel en ligt op ongeveer 22 kilometer ten oosten van Zwolle. De buurtschap grenst aan de zuidelijke bebouwing van Ommen. Op 1 januari 2015 telde de buurtschap 190 inwoners. Besthem bestaat uit een aantal hallenhuisboerderijen en een grote es op de flank van de 34 m hoge Besthmenerberg. Ook staat er de voormalige korenmolen De Besthmenermolen uit 1862 waarin thans het Natuurinformatiecentrum Ommen in is ondergebracht.

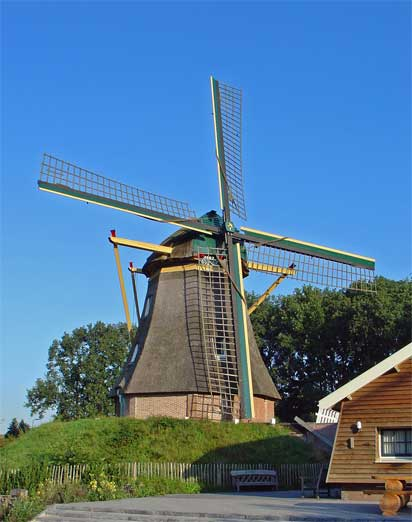
De Besthmenermolen

Stad: Ommen      Dorpen: Lemele · Vilsteren 

Buurtschappen: Archem · Arriën · Arriërveld · Beerze · Beerzerveld · Besthmen · Dalmsholte (deels) · Eerde · Emsland · Giethmen · Hoogengraven · Junne · Nieuwebrug · Ommerbosch · Ommerkanaal · Ommerschans · Ommerveld · Rotbrink · Stegeren · Stegerveld · Varsen · Vinkenbuurt · Witharen · Zeesse

Overijssel · Steden en dorpen      Nederland · Provincies · Gemeenten